# Египетские ворота
Еги́петские воро́та сооружены в египтизирующем стиле в 1827—1830 годах на въезде в Александровский парк Царского Села со стороны бывшей слободы Большое Кузьмино (Пушкин) по проекту шотландского архитектора Адама Адамовича Менеласа. Расположены на стыке Дворцовой улицы, Октябрьского бульвара и Петербургского шоссе.

## История
Проект «ворот в полуциркуле против Кузьминской дороги», представленный А. А. Менеласом, утверждён императором Николаем I 11 декабря 1826 года.
Башни являлись сторожевыми помещениями — кордегардиями (караулками) и завершены плоской кровлей. На крышу выходит печная труба от внутреннего отопления. Кордегардии сложены из кирпича, в каждый пилон было уложено до 65 тысяч штук кирпича.

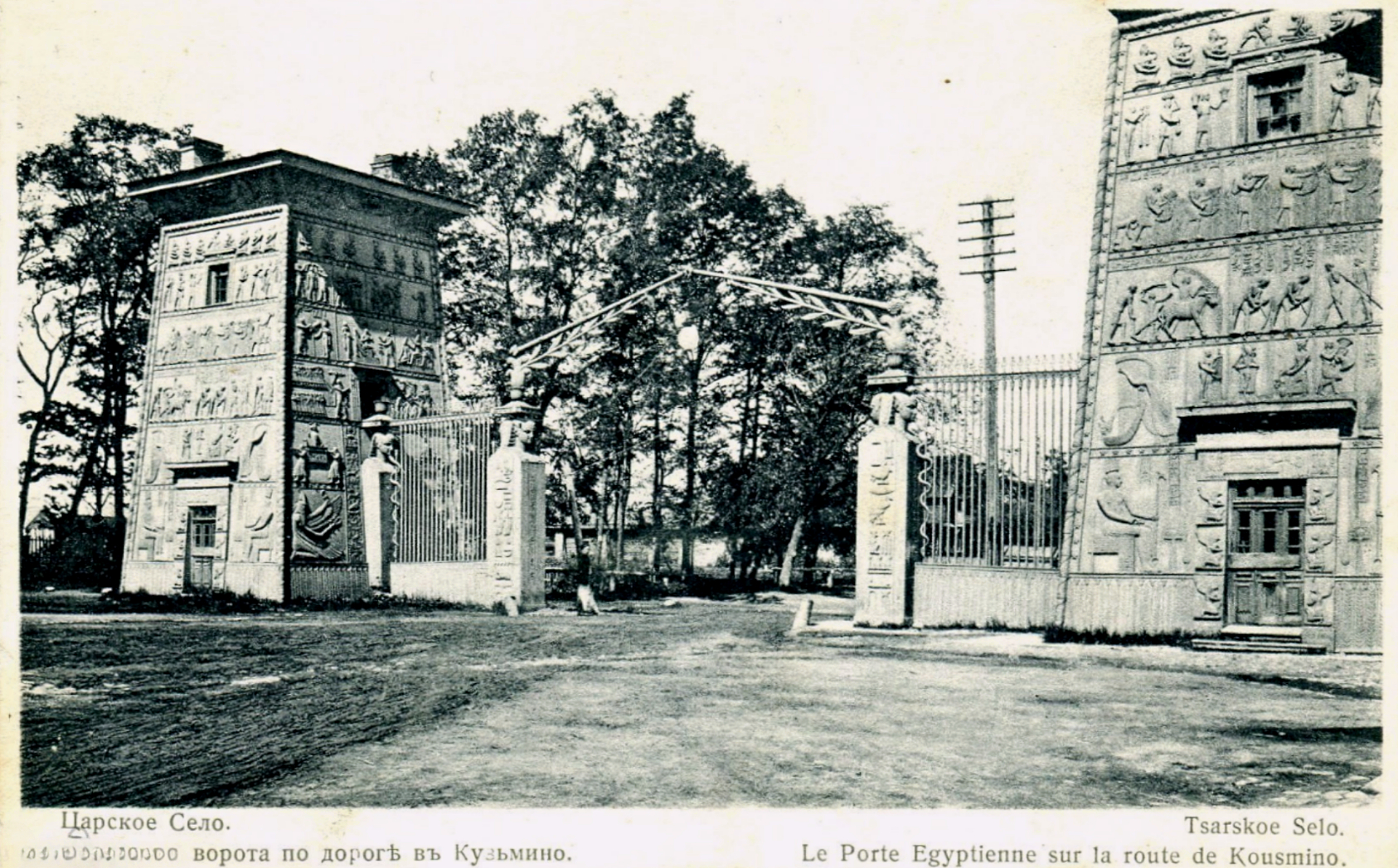
Египетские ворота в начале XX века

После постройки в 1900—1902 годах третьей ветки железной дороги от Витебского вокзала до Царского павильона («Императорского пути»), железнодорожные пути стали проходить прямо у ворот. После революции пути были разобраны. Накануне Великой Отечественной войны ворота отремонтировали, однако, в ходе боевых действий они получили значительные повреждения. Последняя реставрация осуществлена в 1980-е годы. Благодаря найденным Н. Н. Ефремовой архивным документам и иконографическим материалам воротам возвращён первоначальный цвет: по замыслу А. Менеласа поверхность чугуна была имитирована под песчаник. Тогда же проезжую часть перенесли на территорию вокруг ворот. 
Одна из башен была жилой вплоть до 1985 года, в ней проживал (до своей смерти) некто В. В. Игнатов, работавший сторожем в Ленинградском сельскохозяйственном институте, расположенном неподалёку от ворот. На первом этаже были прихожая и туалет, на втором кухня и комната 7—8 м2, на третьем комната 10—12 м2; отопление было печное, водопровод отсутствовал, за водой приходилось ходить на колонку. Адрес прописки В. В. Игнатова выглядел как «город Пушкин, дер. Большое Кузьмино, Египетские Ворота».

## Архитектура

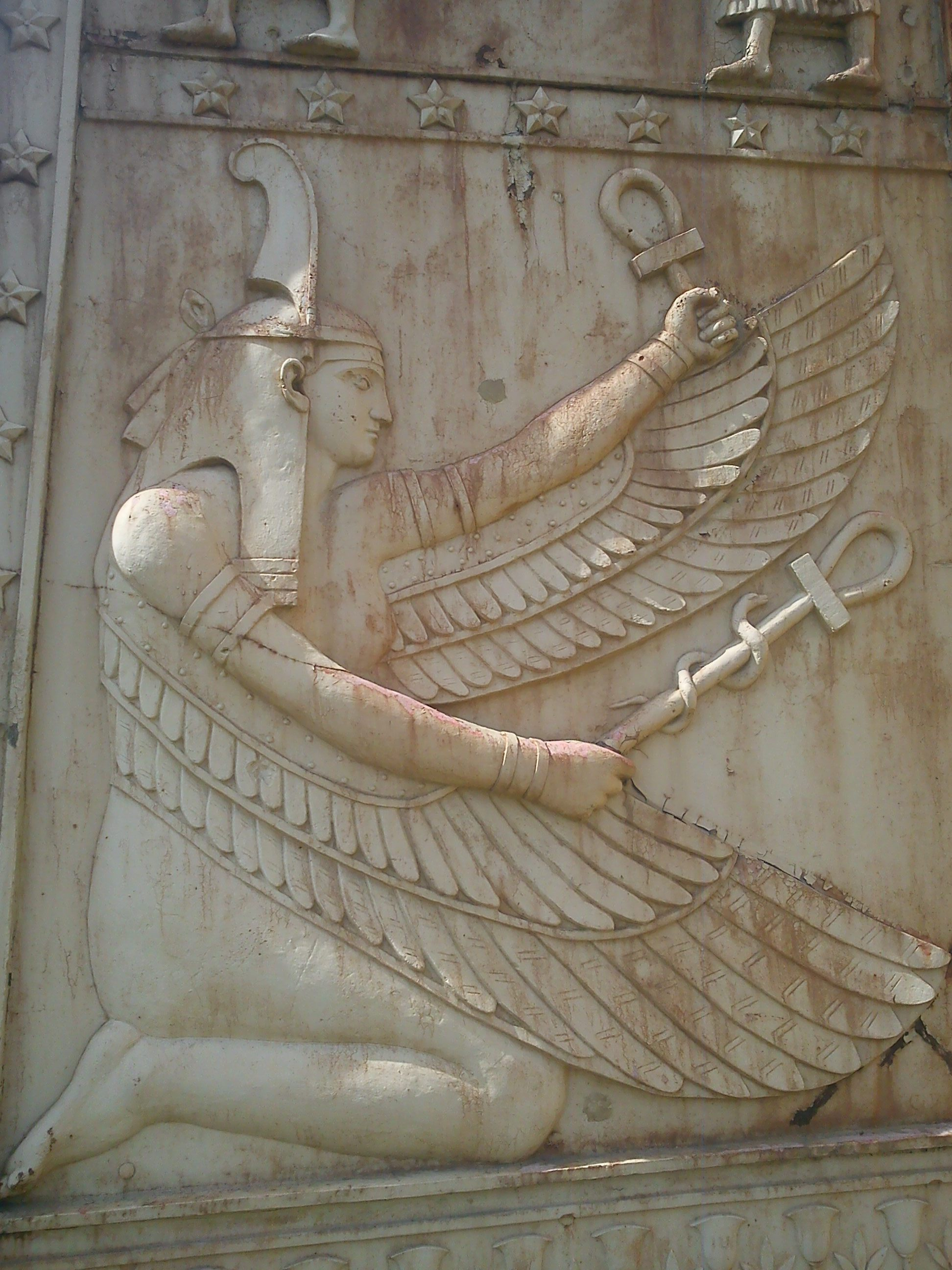
Изображение богини справедливости Маат на воротах

Появление столь необычного памятника египтизирующего стиля на границе Санкт-Петербурга и Царского Села объясняется особым императорским заказом и иконографической программой, сочинённой императором Николаем I в первую годовщину таинственного ухода от бремени власти императора Александра I. Памятник «стал данью памяти императора Николая своему старшему брату». Отсюда «египетский стиль», связанный с мистической символикой египетской «Книги мёртвых». В архитектуре сооружения соединились характерные для «запоздалого классицизма» (определение И. А. Фомина) две актуальных для того времени тенденции — ампира и историзма. Если художники французского ампира стремились к точному воспроизведению египетских мотивов, то в Царском Селе появился памятник оригинальный по форме, необычный по содержанию, выполненный в новых материалах и технике.
Ворота служат пропилеями при въезде в город со стороны Санкт-Петербурга. Они состоят из двух башен, наподобие египетских пилонов, соединённых звеньями ограды. Внутреннее пространство пилонов разделено перекрытиями на три этажа. Помещения освещаются небольшими окнами, равными по высоте одному ряду барельефов. В верхней части находятся характерные карнизы с выкружкой, получившие в истории архитектуры название «египетское горло». Они сделаны из чугуна и украшены изображениями солнечных дисков, жуков-скарабеев и змеиных голов.
Рельефы, украшающие пилоны ворот, созданы В. И. Демут-Малиновским по рисункам В. Додонова с гравюр французского альбома «Описание Египта» (фр. Description de l’Egypte) Э. Ф. Жомара (третье издание 1826 года). Мотивы рельефов воспроизводят рисунки древнеегипетской «Книги мёртвых», повествующей о странствиях душ по загробному миру бога Осириса. Изобразительная часть памятника имеет, таким образом, скрытый символический и даже эзотерический смысл.
Все детали ворот отлиты из чугуна и собраны на месте в 1827—1829 гг. С внешней стороны стены облицованы чугунными плитами, на которых находятся рельефные изображения 30 различных сцен из египетской мифологии. На фронтальных плоскостях пилонов расположены парные фигуры бога Осириса, в образе человека в немесе и короне из листьев папируса, на боковых плоскостях — парные изображения богини справедливости Маат с распростёртыми крыльями. На верхнем ярусе изображена богиня Исида, держащая на руках сына Гора. Ниже, на ярусах представлены ритуал посвящения в фараоны, сцены из египетской жизни и подношений богам. Каждый сюжет повторяется на пилонах четыре раза.
С западной и восточной сторон ворот к стенам примыкают чугунные гермы, отлитые по модели В. И. Демут-Малиновского. Двухсторонние гермы, установленные внутри ворот, служат опорами для решётки из прутьев в виде стеблей лотоса, завершающихся цветами. Чугунные детали ворот были выполнены на Александровском чугунолитейном заводе в 1830 году. Особое значение имеют двери, декорированные барельефами со сценами символики пребывания в загробном мире.